# Parc national marin de Kerry

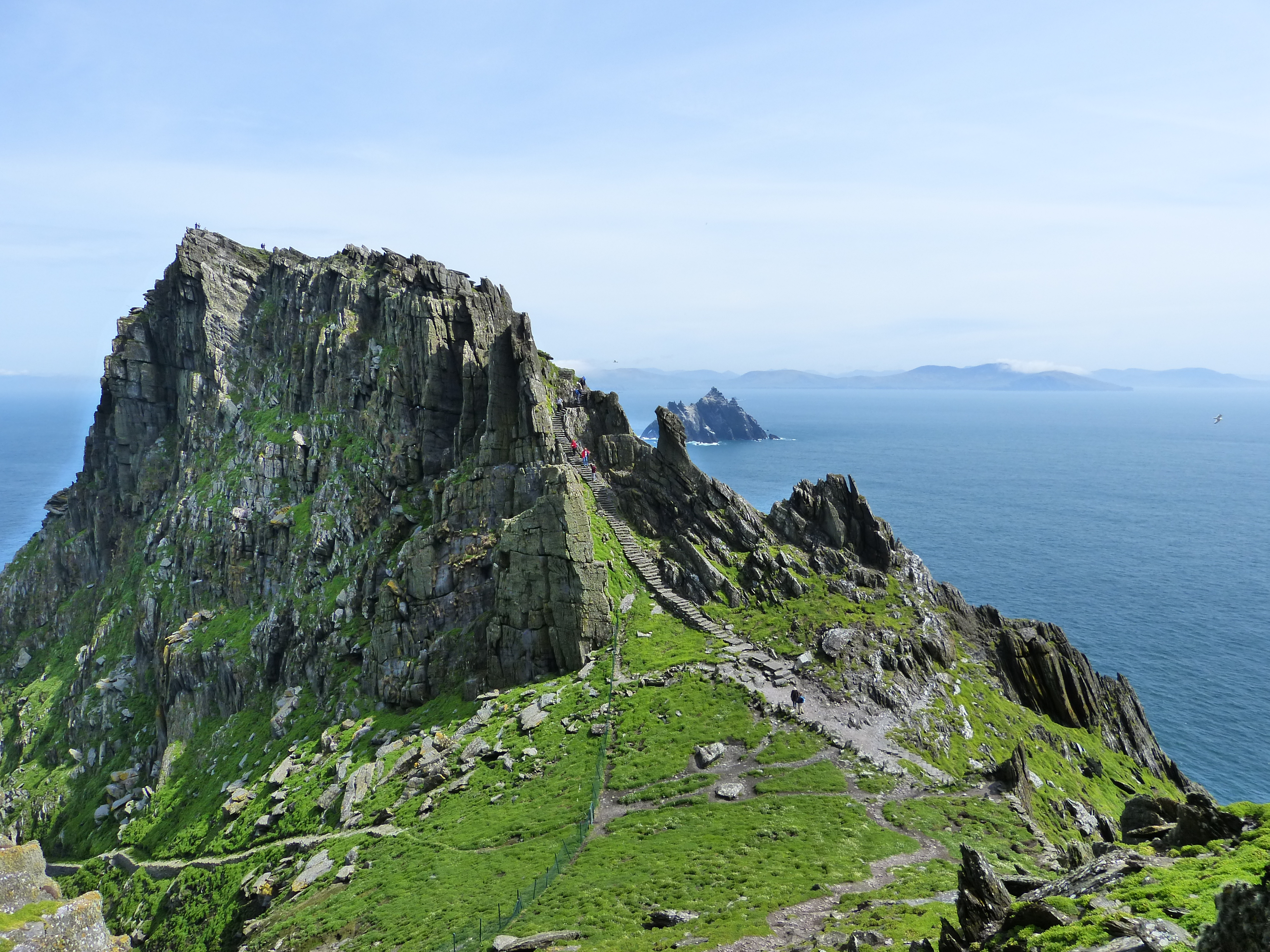
Les îles Skellig

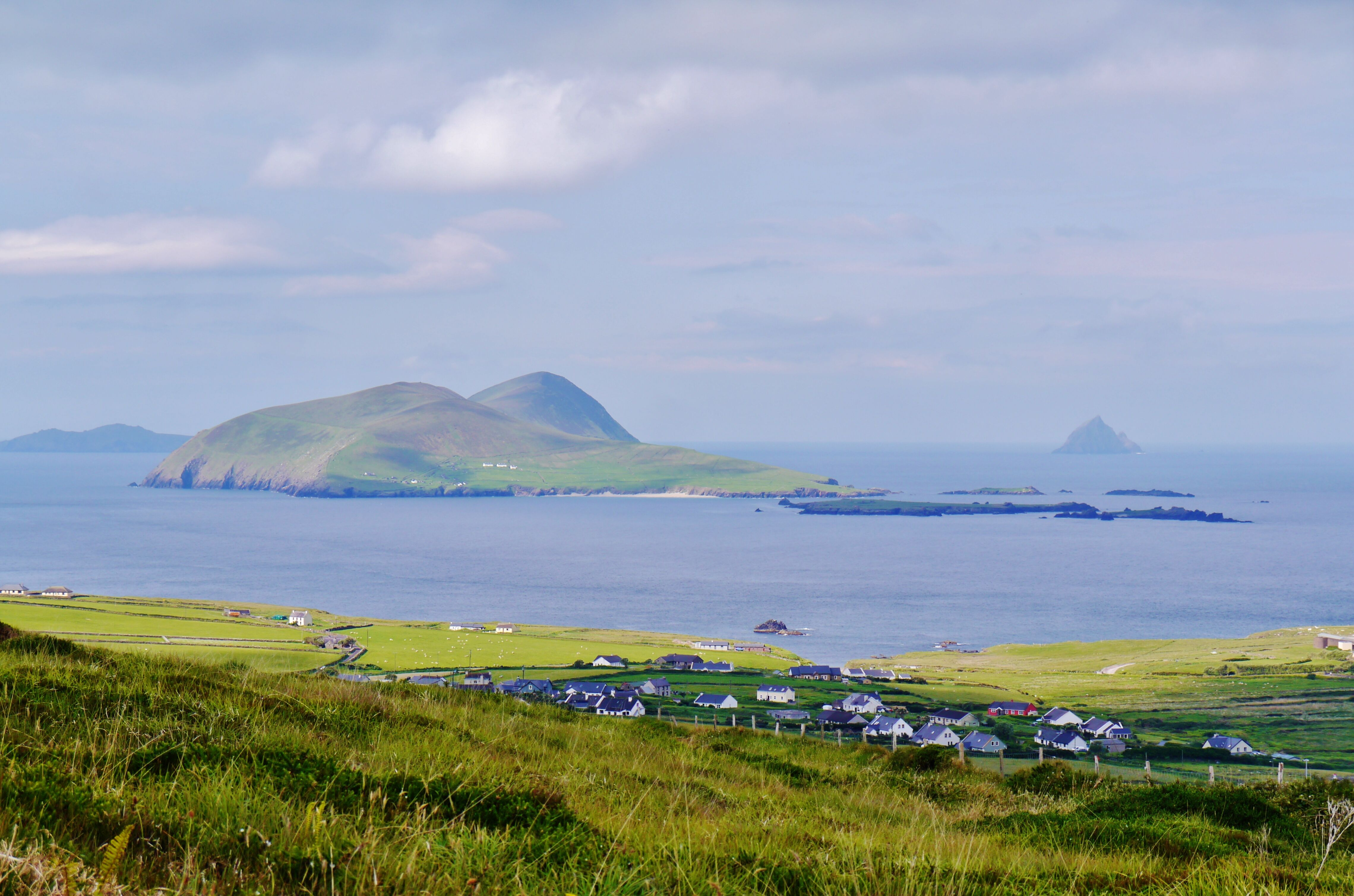
Les îles Blasket

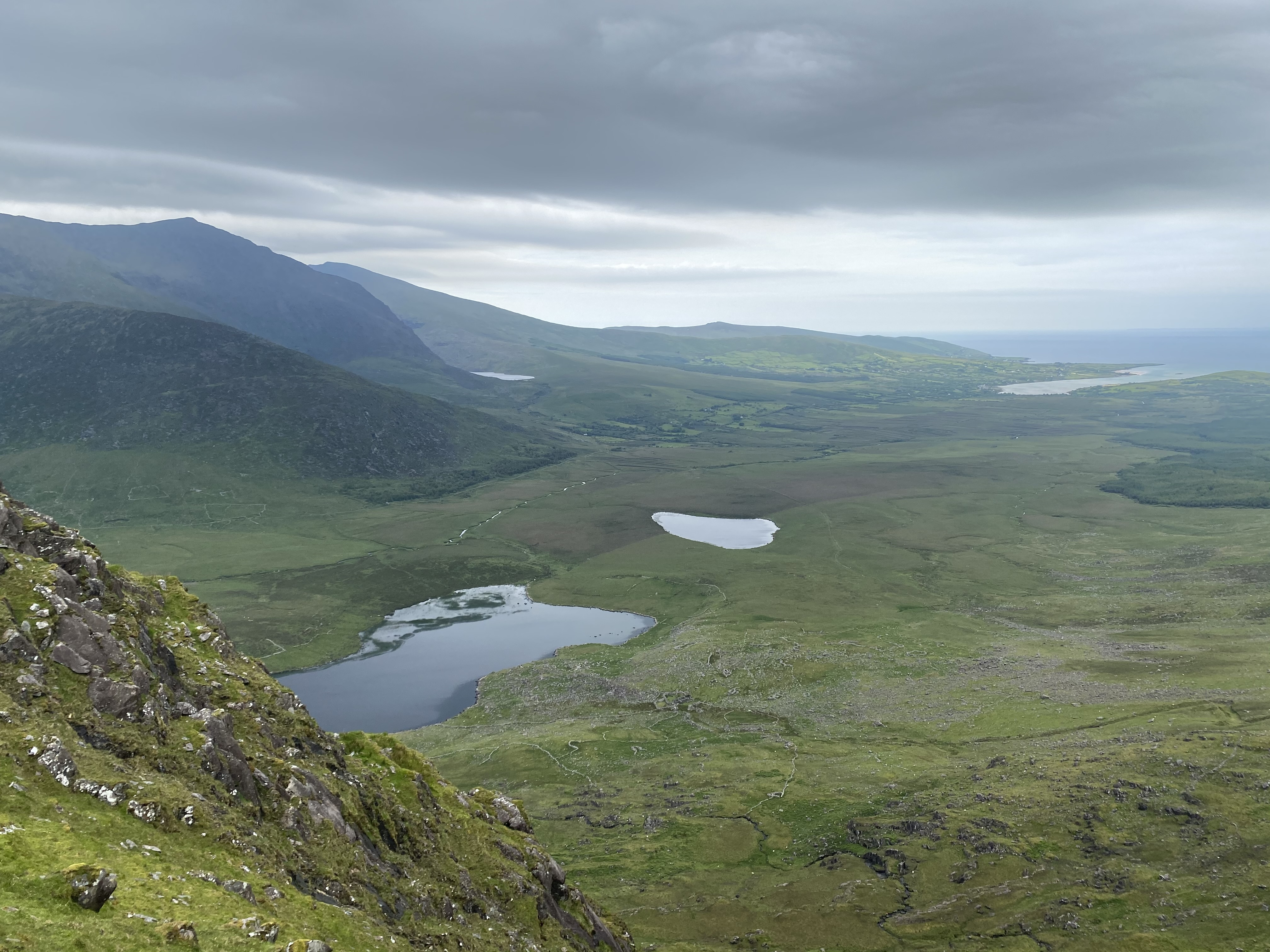
Vallée de la rivière An Abha Mhór

Le parc national Marin de Kerry (en irlandais : Páirc Náisiúnta na Mara, Ciarraí ; en anglais Kerry Seas National Park) est un parc national en cours de création sur la côte du comté de Kerry, en Irlande. Le parc a été annoncé en avril 2024. Il s'agira avant tout d'un parc marin qui couvrira 28 000 hectares (280 km²) de terre et de mer, ce qui en fera le plus grand parc national d'Irlande. Bien que le parc couvre essentiellement un territoire maritime, le site s’étend également sur près de 566 hectares terrestres. Situé sur la péninsule de Corca Dhuibhne, non loin du mythique Conor Pass, ses terres comprennent des lieux magnifiques et sauvages, dont des lacs, des montagnes, et des étendues verdoyantes plongeant vers l’océan.

## Description
Ces terres ont été mises sur le marché en août 2023 par un riche propriétaire irlando-américain, Michael Noonan. Elles ont finalement été rachetées par l’État irlandais pour 6 millions de dollars (5,6 millions d’euros), à la suite d'une pétition massive, signée par la population locale.
Ainsi, les terres acquises comprennent près de 9 lacs, la rivière Owenmore, le mont Brandon, les dunes de sable de la plage d’Inch, l’île de Skellig Michael, ainsi que plusieurs îles au large des côtes.
Le parc comprend les domaines suivants, :
- Sur et autour de la péninsule de Dingle :
  - Zone spéciale de conservation des îles Blasket
  - Une vallée de la rivière Abha Mhór et le col Conor
  - Réserve naturelle du mont Brandon, sur les pentes du Más an Tiompáin
  - Dunes et plage de sable d'Inch
  - Bancs de sable de Kerry Head

- Au large de la péninsule d'Iveragh :
  - Les îles Skellig, y compris le site du patrimoine mondial de Skellig Michael
  - Puffin Island
  - Baie de Derrynane